# Čertov jarok
Čertov jarok je horský potok na Záhoří, v okrese Malacky, v katastru obce Lozorno. Jedná se o přirozený vodní tok V. řádu, s délkou 1,058 km (s nejdelšími zdrojnicemi 1,507 km) a o ploše povodí 1,175 km². Vzniká v nadmořské výšce 347 m n. m. a ústí do Suchého potoka ve výši 275 m n. m.

## Vznik
Vzniká soutokem kratších zdrojnic v dorostlém smíšeném lese na jihozápadním úpatí vrchu Lipy (472 m n. m.), v Malých Karpatech, v podcelku Pezinské Karpaty, v části Homoľské Karpaty, v nadmořské výšce 347 m n. m.
První zdrojnice vzniká soutokem dvou celkově delších zdrojů, ve smíšeném lese, pod vrchem Lipy, v nadmořské výšce 354 m n. m. Má délku 155 metrů a během celého úseku tok teče na severozápad. Zdroj 1/a pramení ve výšce 399 m n. m., na severozápadoseverním svahu vrchu Banské (531 m n. m.) a je dlouhý 294 metrů. Protéká smíšeným lesem, nejprve severozápadním, později západoseverozápadním a nakonec opět severozápadním směrem. Zdroj 1/b pramení v nadmořské výšce 379 m n. m., na jihozápadním svahu Lipy a má délku 238 metrů. Od pramene po ústí teče západojihozápadním směrem, dorostlým listnatým lesem.
Druhá zdrojnice pramení ve výšce 378 m n. m., opět na úpatí vrchu Lipy, ve vzrostlém listnatém lese, ve kterém teče až po ústí. Nejdříve směřuje téměř na jih a později se mírně stáčí na jihovýchod.

## Popis toku
Po vzniku potok pokračuje chvíli na severozápad a následně tvoří výraznější oblouk prohnutý severním směrem, ve kterém se obrací na západ. Teče vzrostlým listnatým lesem, znovu vytváří oblouk směřující na sever a pokračuje stále západním směrem. Je přemostěný místní účelovou komunikací, kříží se s elektrickým vedením vysokého napětí a definitivně se stočí na severozápad. Nakonec se v nadmořské výšce 275 m n. m. vlévá do Suchého potoka, jako jeho významný pravostranný přítok.